# Peoria megye
Peoria megye az Amerikai Egyesült Államokban, azon belül Illinois államban található. Megyeszékhelye és legnagyobb városa Peoria. Lakosainak száma 181 830 fő (2020. április 1.). Peoria megye Knox, Stark, Marshall, Woodford, Tazewell és Fulton megyékkel határos.

## Népesség
A megye népességének változása:
| Lakosok száma | 186 266 | 186 706 | 187 255 | 188 429 | 186 221 | 181 830 |
|               | 2010    | 2011    | 2012    | 2013    | 2015    | 2020    |